# Hugo van Arles

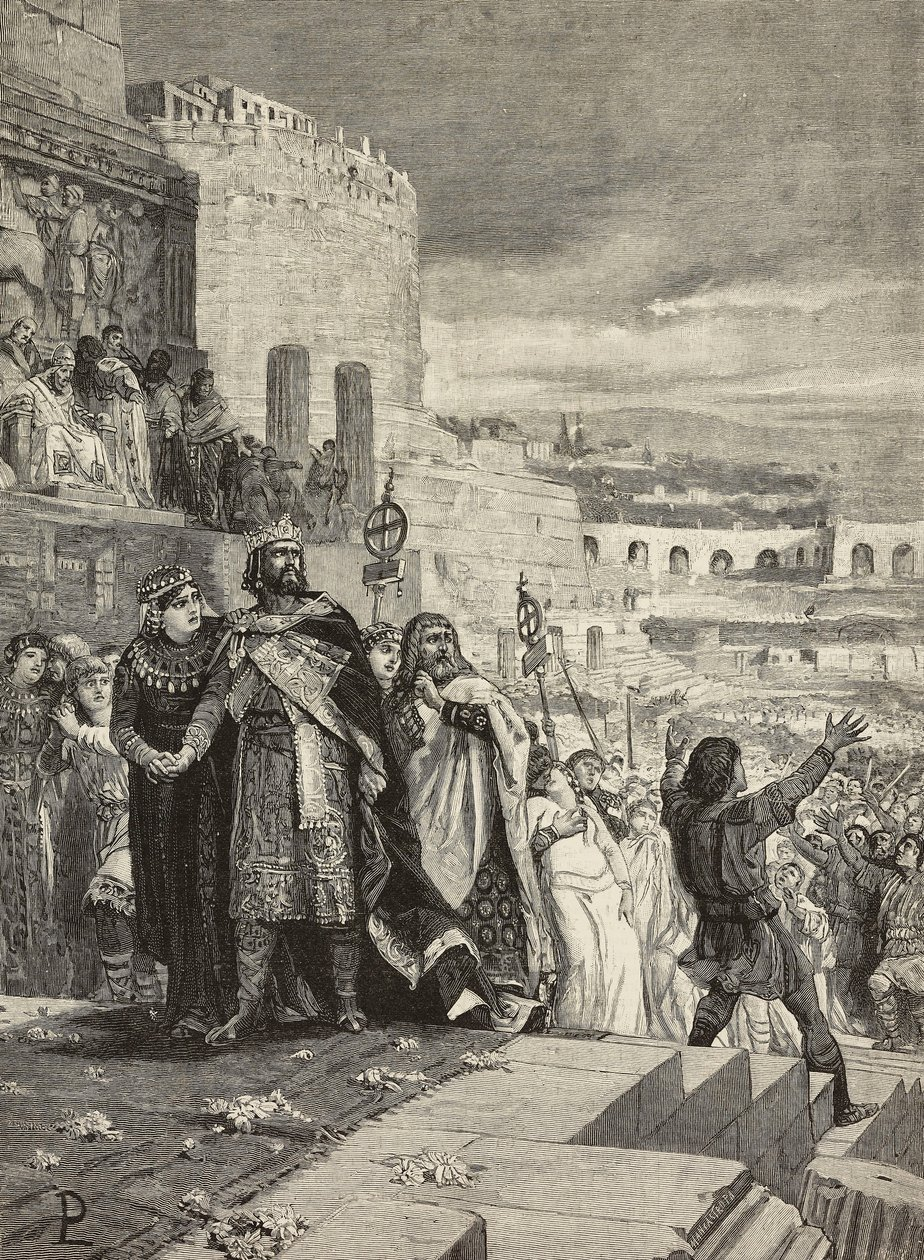
Het huwelijk van Hugo van Arles met Marozia uit het 19e-eeuwse Historia de Roma van Francisco Bertolini.

Hugo van Arles († 10 april 948) was een Provençaals edelman uit de familie van de Bosoniden die zowel graaf van Arles als koning van Italië was. Hij was de belangrijkste adviseur in de hofhouding van koning Lodewijk de Blinde en hierdoor de de facto machthebber binnen het koninkrijk Provence tussen 905 en 926, maar zou zich vanaf 920 meer op Italië richten, waarvan hij tussen 926 en 947 koning was.

## Leven

### Familie
Hugo was een zoon van Theobald van Arles en Bertha van Lotharingen, een onechte dochter van Lotharius II. Hij had nog minstens een zus, Theobergo, en een broer, Boso, die tijdens het koningschap van Hugo het bestuur over het graafschap Arles zou waarnemen. Hugo's moeder, Bertha, zou later hertrouwen met Adalbert van Toscane en zou samen met haar echtgenoot haar zoon steunen bij zijn strijd om het Italiaanse koningschap.

### Koninkrijk Provence

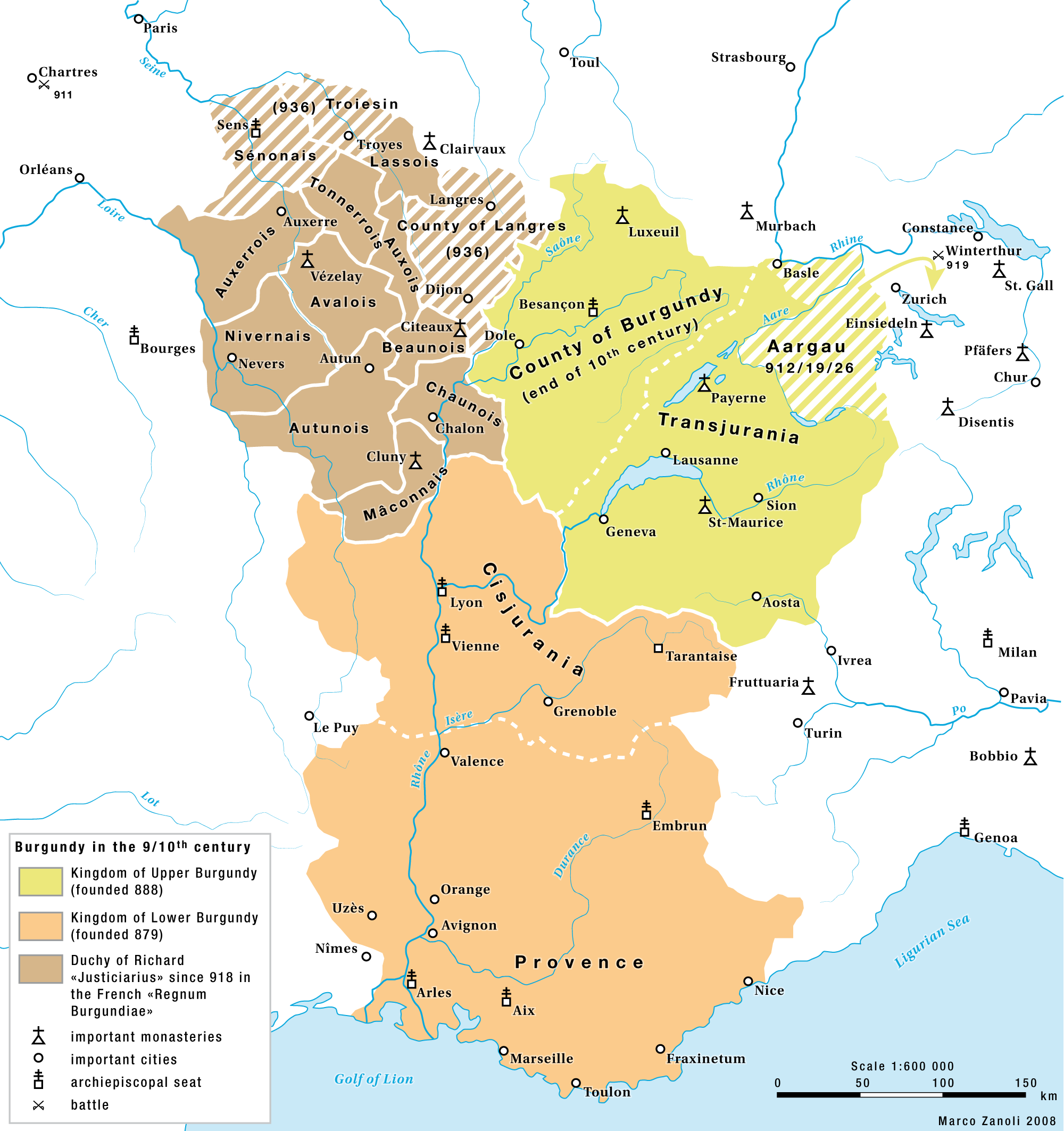
De koninkrijken Provence en Opper-Bourgondië in de 9e en 10e eeuw.

Hugo was een zwager van de koning van Provence, Lodewijk de Blinde, wiens ogen na een mislukte invasie van Italië in 905 door Berengarius werden uitgestoken. Hierdoor moest hij zich voor het bestuur van het koninkrijk vrijwel volledig verlaten op Hugo, zijn belangrijkste adviseur. Hugo zou de zetel van het koninkrijk Provence verplaatsen naar de stad Arles, wat ook het centrum van de macht van zijn familie was.
Als zoon van Bertha van Lotharingen was Hugo een telg uit de familie van Lotharius II, de tweede zoon van Lotharius I. Door deze familieband meende hij een claim te kunnen leggen op de regio Opper-Bourgondië (bestaande uit het Vrijgraafschap Bourgondië en Transjuranië), die ooit samen met Neder-Bourgondië (bestaande uit het koninkrijk Provence en Cisjuranië) en het koninkrijk Italië, het rijk van Lotharius I hadden gevormd, maar verspreid waren geraakt over verschillende telgen van de Karolingische dynastie. Vanaf 887 behoorde Opper-Bourgondië tot het koninkrijk Bourgondië, dat door Rudolf I van Bourgondië bij Sint-Maurice (Zwitserland) was uitgeroepen.

### Opper-Bourgondië
Toen Rudolf I in 912 overleed huwde Hugo onmiddellijk met zijn weduwe, Willa, om zo zijn claim om het koninkrijk kracht bij te zetten. In Bourgondië was ondertussen echter al de zoon van Rudolf en Willa, Rudolf II van Bourgondië tot koning gekroond. Hugo en Rudolf zouden tot 931 blijven strijden om de macht in Bourgondië en Provence, al zou Hugo hier weinig voordeel uit halen. In 931 zou Hugo immers Rudolf moeten afkopen met onder meer het gebied rond Vienne en Lyon opdat zijn inmenging in Italië zou stoppen.
Het conflict was daarmee nog niet afgelopen, want in 933 moest Hugo opnieuw onderhandelen met Rudolf en stond hij het bestuur over Provence en een deel van zijn bezittingen af aan Rudolf, maar zijn broer Boso kon wel graaf van Arles blijven. Toen Rudolf in 937 overleed, huwde Hugo, net zoals hij dat 25 jaar eerder had gedaan, met zijn weduwe, Bertha van Zwaben en deed hiermee opnieuw een poging om de kroon van Bourgondië te krijgen, maar opnieuw zou hij bot vangen. Rudolfs zoon, Koenraad, zou immers de kroon erven en kreeg daarbij de steun van keizer Otto I, wat van Bourgondië in feite een protectoraat maakte van het Heilig Roomse Rijk.

### Koning van Italië

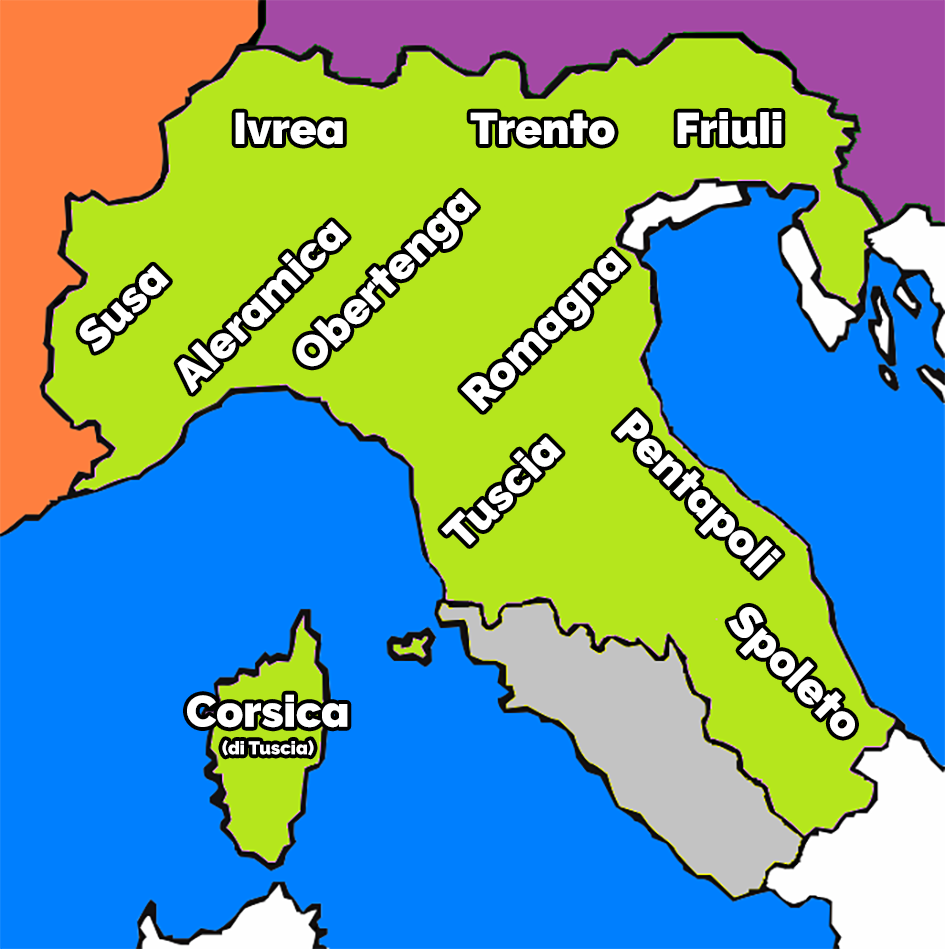
Het koninkrijk Italië in de 10e eeuw.

De moeder van Hugo, Bertha, was na de dood van Theobald van Arles, hertrouwd met Adalbert van Toscane. Adalbert en Bertha kwamen in 916 in opstand tegen koning Berengarius I van Italië, opdat Hugo koning zou kunnen worden van Italië. Op grond van zijn verwantschap met Lotharius I meende Hugo immers ook een claim te hebben op de Italiaanse kroon. De actie zou echter geen succes worden, want Hugo werd verslagen door Berengarius bij de stad Pavia, waarna Bertha en Adalbert zijn heerschappij moesten erkennen.
In 924 overleed Berengarius, en opnieuw ondernam Hugo een poging om de troon te verwerven, ditmaal met meer succes. In 926 werd hij tot koning gekroond en ondanks diverse interne conflicten en oorlogen met Rudolf II zou hij dat blijven tot 947. Tijdens zijn regering bevolkte hij de hofhouding met getrouwen uit Bourgondië en Provence, waar zijn machtsbasis aanvankelijk lag. Zo benoemde hij zijn broer, Boso, tot markgraaf van Toscane nadat hij de vorige had afgezet omdat hij Rudolf II steunde. Tussen 926 en 928 bestuurde hij zowel Italië als Provence, maar hij zou langzaam de controle over Provence kwijtraken aan Rudolf II.
Toen Hugo de controle over Provence en Bourgondië de facto verloren had, probeerde hij zijn macht in Italië te versterken. In 931 slaagde hij erin om de Italiaanse adel te overtuigen om zijn zoon, Lotharius, tot zijn opvolger te kiezen. In hetzelfde jaar ondernam hij ook een poging om Rome in te nemen, om zo de keizerskroon te verwerven. Hugo huwde ook met Marozia (voor zijn huwelijk met Bertha van Swaben), de weduwe van Alberik I van Spoleto, de de facto heerseres van Rome, om zijn claim kracht bij te zetten. Hij kreeg echter tegenstand uit onverwachte hoek, want de zoon van Marozia en Alberic, Alberik II van Spoleto zou hem in 932 verjagen uit Rome.
In 945 kwam een einde aan zijn Italiaanse avontuur. Een coalitie van edelen onder leiding van Berengarius van Ivrea begon een opstand die Hugo niet kon neerslaan. Tot 947 bleef hij in naam wel koning, maar lag de werkelijke macht bij Berengarius. In dat jaar werd hij definitief afgezet en moest vluchten naar Provence, waar hij in 948 zou overlijden.

### Opvolging
Bij zijn dood werden de bezittingen van Hugo in twee verdeeld. Zijn erflanden in Bourgondië en Provence liet hij na aan zijn onechte dochter Bertha. De Italiaanse kroon kwam zijn zoon, Lotharius, toe, maar die zou enkel in naam koning zijn; de werkelijke macht bleef bij Berengarius liggen.

## Nageslacht
Hugo was vier keer getrouwd, waaronder met Bertha van Zwaben op 12 december 937, en had minstens vier minnaressen. In totaal zou hij acht kinderen hebben.
Bij zijn tweede vrouw, Hilda, die hij huwde na de dood van Willa en voor hij trouwde met Marozia, had hij twee kinderen.
- Alda, die zou trouwen met Alberik II van Spoleto, die ook zijn stiefzoon was.
- Lotharius, de opvolger van Hugo in Italië.

Al zijn andere kinderen waren met minnaressen.
- Hubert van Spoleto.
- Bertha van Arles, die zijn gebieden in Provence erfde en zou trouwen met Byzantijns keizer Romanos II onder de naam Eudokia.
- Boso, bisschop van Piacenza.
- Rotlind of Rolende, echtgenote van Bernard van Pavia.
- Tebald.
- Godfried van Nonatola.